# Vlag van Andalusië

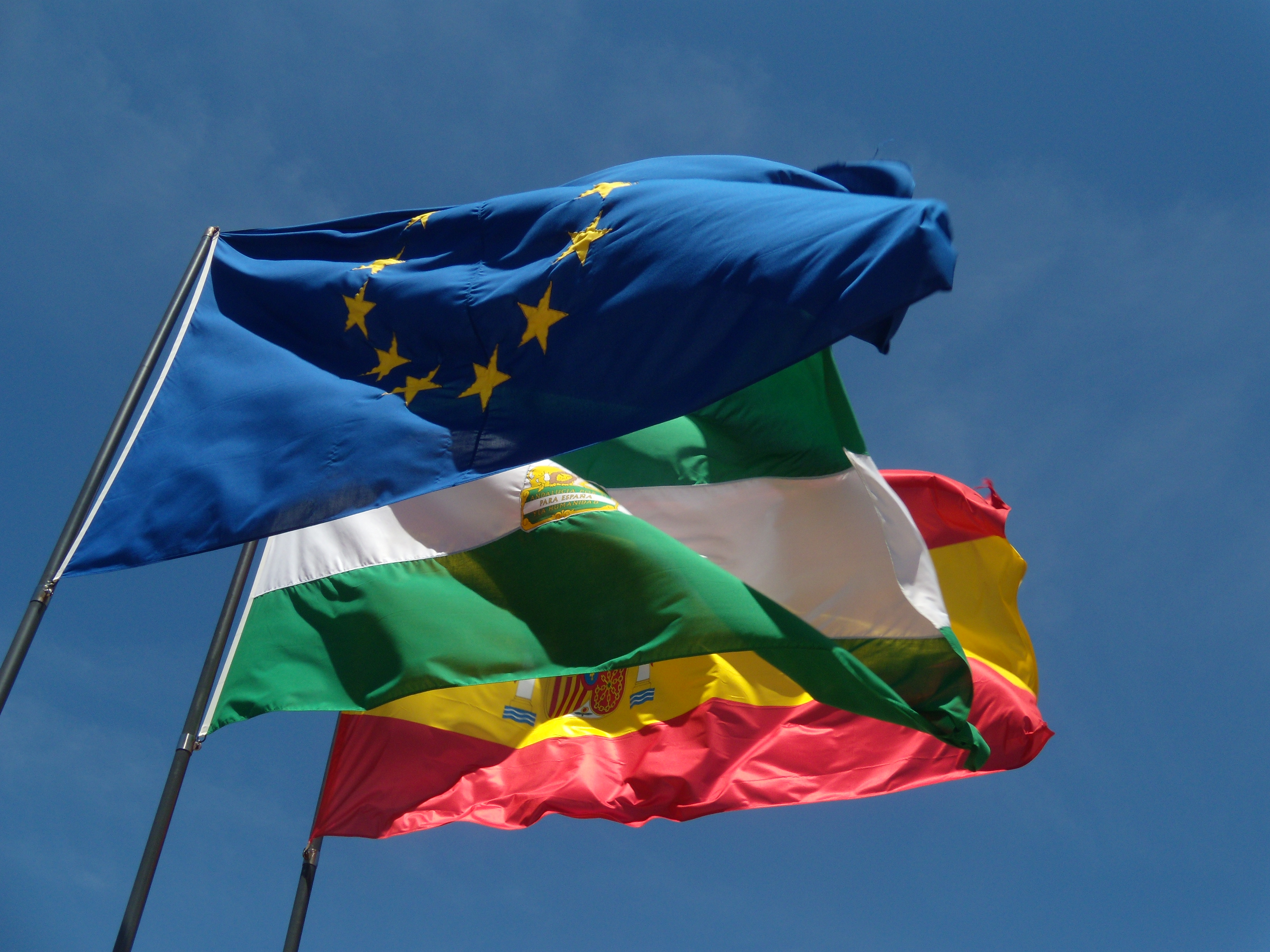
Foto van de vlag van Andalusië tussen de Spaanse en Europese vlag.

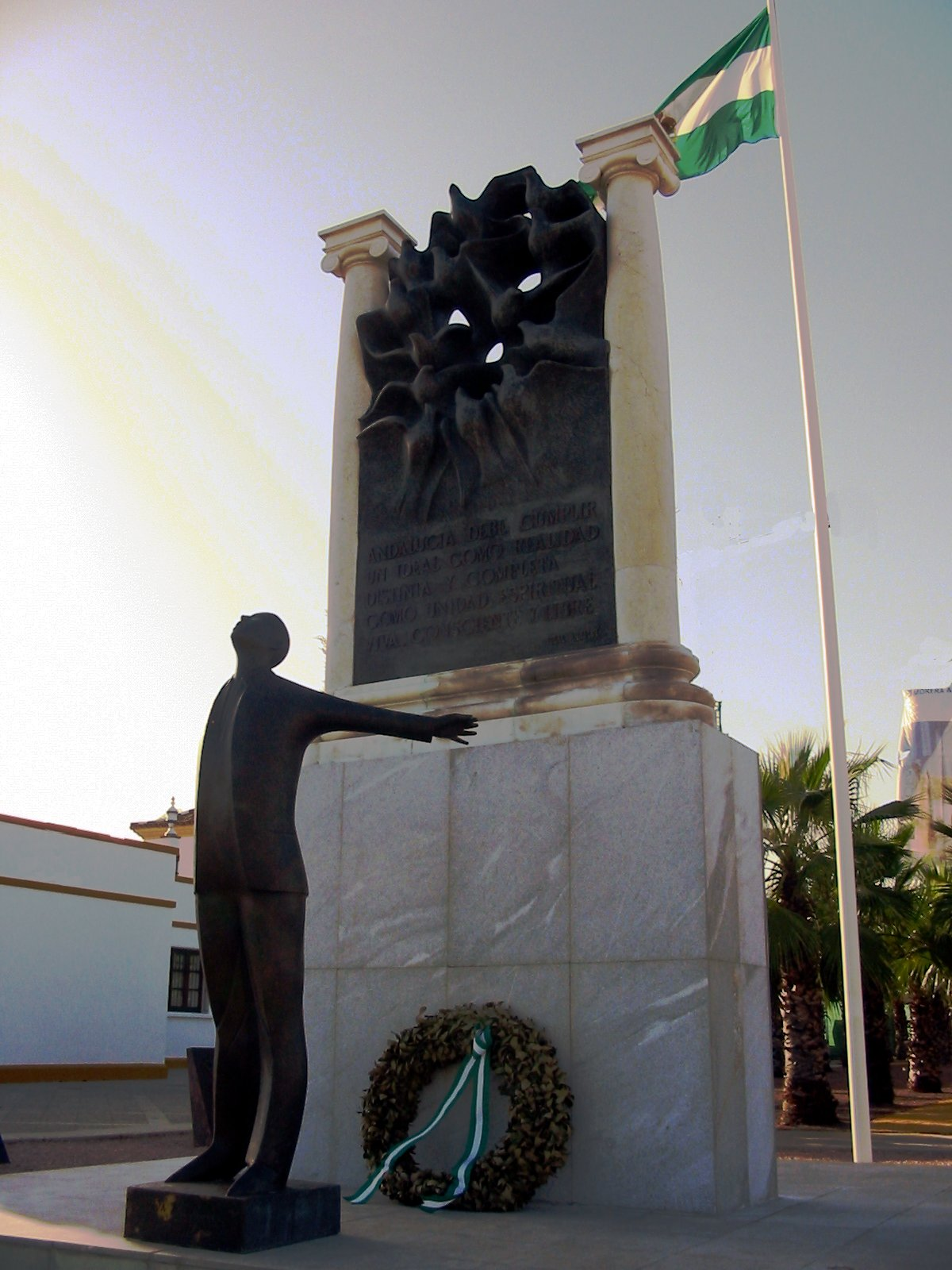
Monument voor Blas Infante in Sevilla

De vlag van Andalusië bestaat uit drie even hoge horizontale banen in de kleuren groen, wit en groen. In het midden staat het wapen van Andalusië. Het is toegestaan om de civiele vlag te land zonder wapen te voeren.

## Symboliek
De kleuren groen en wit hebben elk een symbolische betekenis: het groen staat voor de hoop van het land Andalusië, terwijl het wit de vrede symboliseert. Daarnaast zijn het de historische kleuren van Andalusië en symboliseren ze aldus de Andalusische geschiedenis.
Het wapen toont Hercules met twee leeuwen tussen de zuilen van Hercules, het symbool van deze Spaanse autonome regio dat verwijst naar de strategische ligging aan de Straat van Gibraltar. Daarnaast verwijst Hercules naar jeugdige energieke kracht en staan de leeuwen eveneens voor kracht.

## Ontwerp
De verhouding tussen de hoogte en de breedte (lengte) van de vlag is 2:3. De drie banen nemen elk een derde van de hoogte in. Het groen in de vlag wordt gecodeerd als 0-77,5-69,8 in het RGB-kleursysteem; een behoorlijk donkere tint groen.
Het wapen staat in het midden van de vlag. De hoogte ervan is gelijk aan twee vijfde van de breedte van de vlag.

## Geschiedenis
De huidige vlag werd voor het eerst aangenomen in 1918. Blas Infante, een voorman van het Andalusische nationalisme, die vaak gezien wordt als de vader des vaderlands (Padre de la Patria Andaluza), organiseerde dat jaar een volksvergadering in Ronda. Daar werd besloten de vlag aan te nemen. Dit werd door achtereenvolgende Spaanse regeringen niet erkend, maar Andalusische nationalisten bleven het groen-wit-groen (vaak heimelijk) gebruiken.
Na de dood van Francisco Franco in 1975 ontstond er in Spanje meer ruimte voor regionalisme. Het werd de regio's toegestaan om eigen vlaggen te gebruiken. Op 30 december 1981 werd de vlag officieel aangenomen door het Andalusische parlement en op 9 januari 1982 werd deze wet van kracht.

## Variaties

Versie zonder wapen
Links nationalistische en onafhankelijkheidsvlag, in gebruik bij de Nación Andaluza en andere groepen
Een andere nationalistische vlag met daarop de traditionele Tartessos achtpuntige ster
Vlag van de jongerenorganisatie van de Andalusische partij

## Historische vlag

Vlag van het Koninkrijk Granada (1238 – 1492)